# USS Shaw (DD-68)
Pour les autres navires du même nom, voir USS Shaw.
L'USS Shaw (DD-68) est un destroyer de l'United States Navy de classe Sampson (en) construit à partir de 1916 et mis en service en 1917. Il est nommé d'après John Shaw (naval officer) (en).